# Huehuetoca
Huehuetoca pertence à Região Cuautitlán Izcalli, é um dos municípios localizados ao norte do Estado de México, no México.